# Mireille Guiliano
Pour les articles homonymes, voir Guiliano.
Mireille Guiliano (née le 14 avril 1946) est une auteure, peintre et ancienne dirigeante d’entreprise franco-américaine, connue pour son best-seller French Women Don’t Get Fat.

## Jeunesse et formation
Née en 1946 à Moyeuvre-Grande (Moselle), Mireille Guiliano passe une année aux États-Unis comme étudiante d’échange.
De 1966 à 1970, elle étudie les littératures française et anglaise à l’Sorbonne-Nouvelle, où elle obtient une maîtrise. Elle est également diplômée de l’Institut supérieur d’interprétation et de traduction (ISIT).

## Carrière
Guiliano débute comme interprète multilingue, notamment à l’ONU.
En 1979, elle quitte la traduction pour rejoindre le Bureau d’information sur le champagne, où elle commence à travailler avec Veuve Clicquot. En 1984, la maison lui demande de créer sa filiale américaine, Clicquot Inc., dont elle devient directrice générale en 1991. Sous sa direction, la part de marché du champagne de la marque aux États-Unis passe d’environ 1 % en 1984 à 25 % à la fin de son mandat. En 2005, elle entre au conseil d’administration de la James Beard Foundation.
Elle siège également au comité exécutif de Moët Hennessy (LVMH).
Elle se retire de Clicquot en 2006 pour se consacrer à plein temps à l’écriture.

## Activités littéraires
Son ouvrage French Women Don't Get Fat (2004) s’est vendu à environ 450 000 exemplaires entre décembre 2004 et avril 2005 et a été traduit dans plusieurs dizaines de langues. Au cours des dix années suivantes, il dépasse les trois millions d’exemplaires. Le The New York Times qualifie le livre de « remarquablement posé » et relève qu’il propose « des réflexions raisonnables sur la nutrition, assorties d’une approbation générale de la joie de vivre ».
Certains commentateurs reprochent toutefois à l’autrice d’entretenir un stéréotype sur les Françaises, de ne pas citer la littérature scientifique portant sur l’obésité aux États-Unis et d’encourager une relation malsaine à la nourriture,,. À l’inverse, le San Francisco Chronicle voit dans l’ouvrage « un plan pour adopter une attitude saine vis-à-vis de la nourriture et de l’exercice », tandis que The Daily Telegraph le juge « magnifiquement écrit ».
Elle publie ensuite French Women for All Seasons en 2006, un volume salué par Publishers Weekly qui note que l’autrice « sert une seconde portion de son approche populaire… cette fois centrée sur le plaisir de la saisonnalité, des produits locaux et du style personnel ».
En 2009, Guiliano quitte la sphère culinaire pour celle de l’entreprise avec Women, Work & the Art of Savoir Faire: Business Sense & Sensibility, entre mémoires de ses années chez Veuve Clicquot et guide pour naviguer dans les conseils d’administration sans renoncer à la joie de vivre. Publishers Weekly y voit « une nouvelle dose séduisante de conseils directs », ajoutant que les tournures françaises disséminées et le ton « entre nous » insufflent « chic et légèreté » à un genre habituellement austère. Le Quarterly Review of Wines estime pour sa part que le livre « regorge de bon sens » et met en avant la grâce sous pression.
En 2010, elle étoffe la franchise French Women avec The French Women Don't Get Fat Cookbook, un recueil de 288 pages qui décline sa philosophie des portions mesurées en près de 250 recettes du marché. Dans une critique étoilée de Booklist, Gillian Engberg salue « la voix chaleureuse et personnelle » de l’autrice et estime que sa liste finale de « raisons de cuisiner » donnera envie aux lectrices de passer aux fourneaux. France Today loue des recettes « inventives, au-delà des rêves les plus fous de Weight Watchers » et rappelle que « le plaisir reste la clef ».
En 2013, elle poursuit avec French Women Don't Get Facelifts: The Secret of Aging with Style and Attitude, un mélange de mémoires, de conseils bien-être et de philosophie française invitant à remplacer l’obsession de la jeunesse par la joie de vivre. Publishers Weekly salue son « ton délicieusement conversationnel » et « l’élan positif » qu’elle insuffle.
En 2014, Guiliano revient à la gastronomie avec Meet Paris Oyster: A Love Affair with the Perfect Food, à mi-chemin entre chronique culturelle et manuel pratique : biologie et terroir des huîtres, art du shucking, accords mets-vins et rituel du zinc parisien sont au programme,. Publishers Weekly le qualifie de « lecture légère et captivante… hymne à l’art de bien vivre et bien manger à la française », saluant le mélange de folklore culinaire et de conseils pratiques pour les novices.

## Vie privée
Mireille Guiliano est mariée à Edward Guiliano, président émérite de l’Institut de technologie de New York. Le couple a fondé le Guiliano Global Fellowship Program, qui soutient les projets de recherche d’étudiants dans plus de 175 destinations.